# Ponte degli Scalzi
Il ponte degli Scalzi è, assieme al Ponte di Rialto, al Ponte dell'Accademia e al Ponte della Costituzione, uno dei quattro ponti che attraversano il Canal Grande a Venezia. Il ponte prende il nome dalla vicina chiesa di Santa Maria di Nazareth, meglio nota come chiesa degli Scalzi.
L'opera è chiamata ponte della stazione o della ferrovia a causa della vicinanza della stazione ferroviaria di Venezia Santa Lucia.

## Storia

### Il ponte ottocentesco

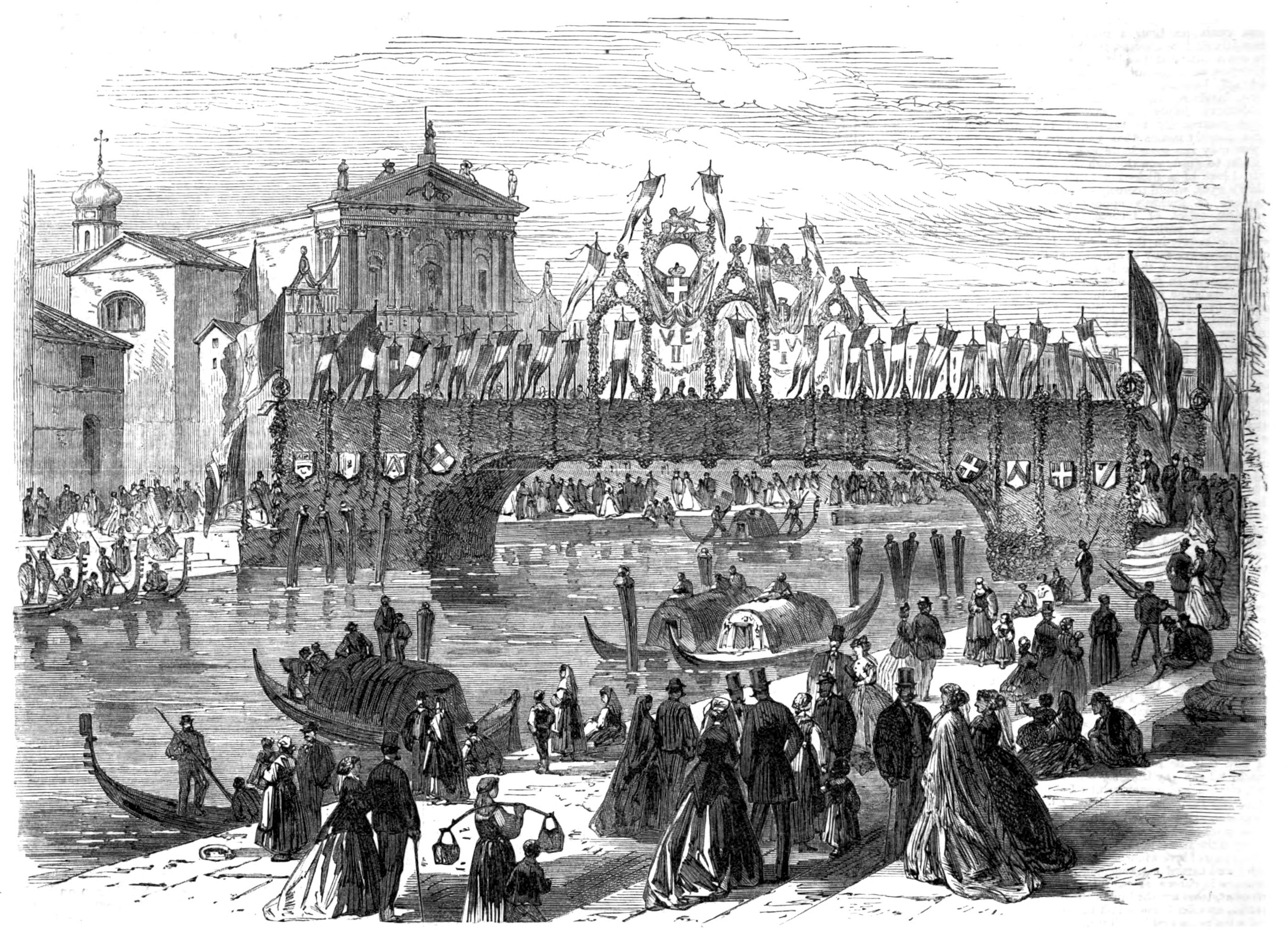
Il ponte addobbato a festa per l'ingresso di re Vittorio Emanuele II dopo il plebiscito del Veneto del 1866

Un primo ponte fu realizzato nel 1858 dall'ingegnere inglese Alfred Neville sotto la dominazione asburgica, per migliorare l'accesso alla stazione ferroviaria recentemente costruita. Si trattava di un ponte in ghisa a struttura rettilinea, molto simile a quello eretto pochi anni prima dallo stesso Neville all'Accademia.
L'altezza limitata (4 metri) impediva il passaggio di imbarcazioni alberate e lo stile dichiaratamente "industriale" mal si conciliava esteticamente con le strutture circostanti. La ghisa inoltre cominciò dopo pochi anni a dare segni di cedimento strutturale in alcuni punti, per cui il Comune di Venezia fu costretto nei primi anni trenta del novecento a prendere una rapida decisione riguardo alla sua sostituzione.

### Il ponte di pietra
La realizzazione del ponte di pietra davanti alla stazione ferroviaria di Venezia è strettamente legata a quelle della stazione stessa e di piazzale Roma. L'ipotesi di un nuovo ponte che, scavalcando il Canal Grande nel luogo dove sorge oggi il ponte della Costituzione, mettesse in comunicazione il terminal ferroviario con quello automobilistico tramontò però velocemente davanti all'intricata situazione del progetto per la stazione, per la quale si prospettarono tempi molto lunghi e quindi un altrettanto prolungato periodo di inutilizzazione del ponte stesso. Senza modificare la situazione esistente, Eugenio Miozzi propose allora un progetto da realizzare al posto del ponte in ferro ottocentesco che sorgeva davanti alla chiesa degli Scalzi.
Il ponte in metallo venne pertanto sostituito da un nuovo ponte a singola arcata interamente in pietra d'Istria, su progetto dell'ingegnere Eugenio Miozzi (1889-1979). I lavori di costruzione iniziarono il 4 maggio 1932 e il ponte fu inaugurato appena due anni dopo, il 28 ottobre 1934.
Edificato in conci di pietra d'Istria senza impiego di armature, cemento armato o parti in ferro, il ponte venne messo in opera con l'utilizzo di una speciale centina metallica e applicando il metodo delle cosiddette "lesioni sistematiche". Il parapetto, internamente cavo e apribile, contiene le tubazioni.
L'attenzione di Miozzi per l'inserimento del nuovo ponte nel contesto urbano di Venezia è testimoniata dall'incisione commissionata dallo stesso architetto nel 1952, nella quale il ponte è inserito in una veduta di chiaro stile settecentesco.

## Galleria d'immagini

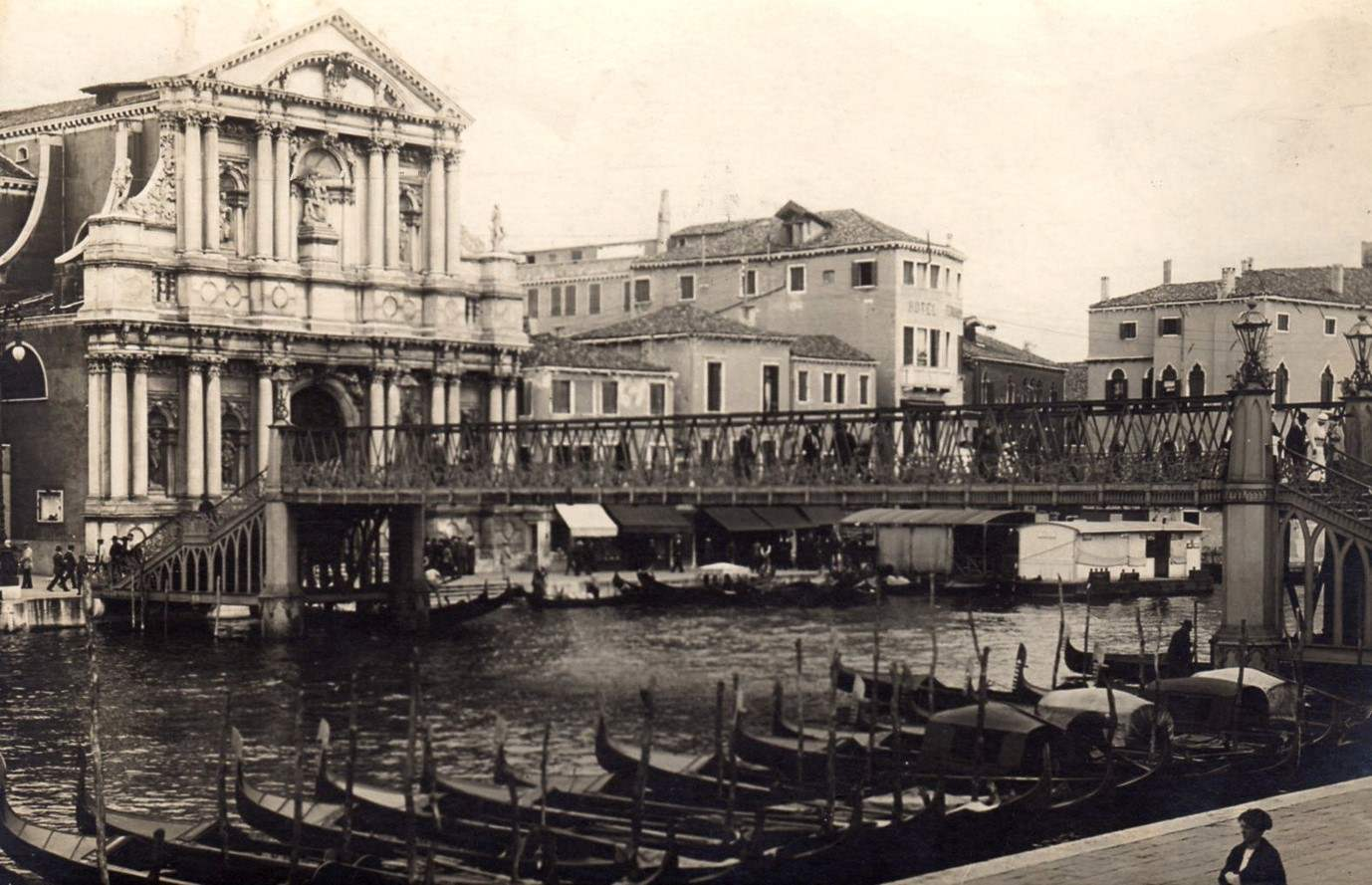
Ponte degli Scalzi, costruito da Neville nell' anno 1858
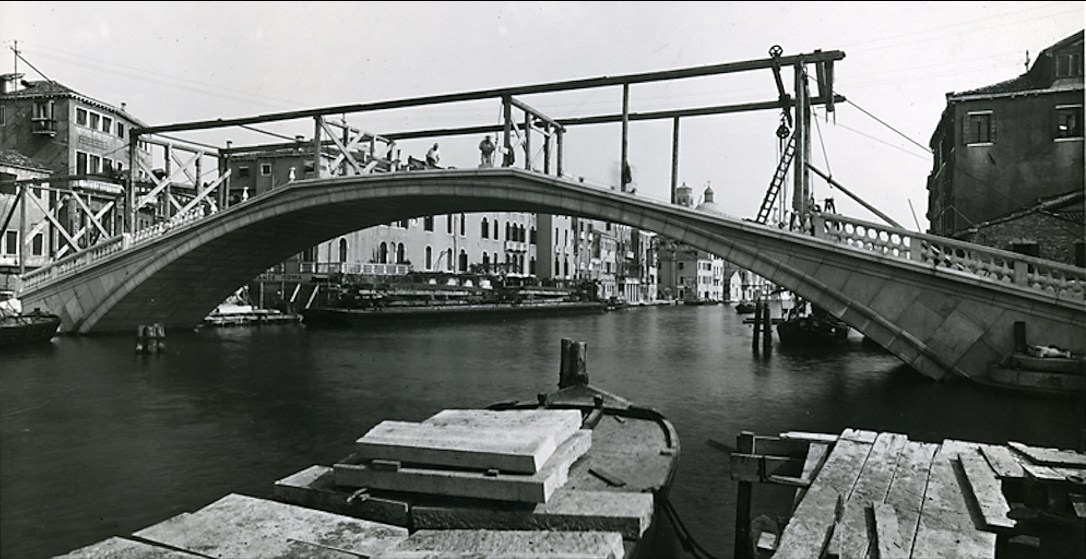
Il Ponte degli Scalzi in costruzione
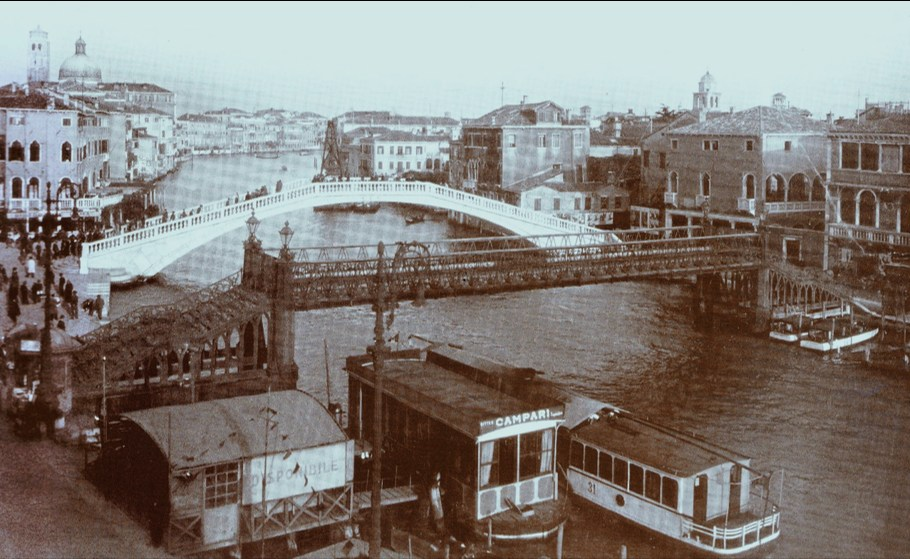
I due ponti degli Scalzi, anno 1934
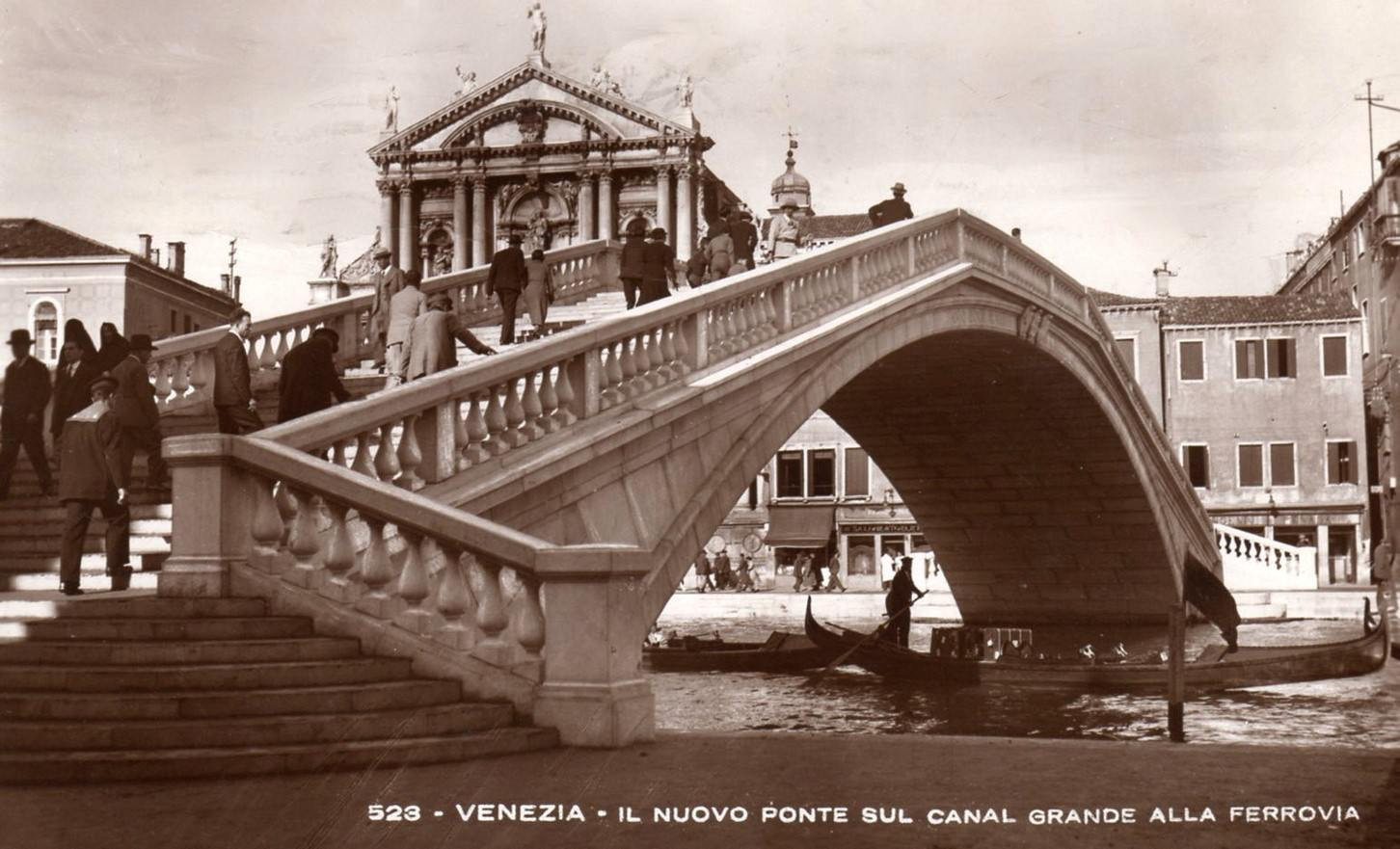
Ponte degli Scalzi
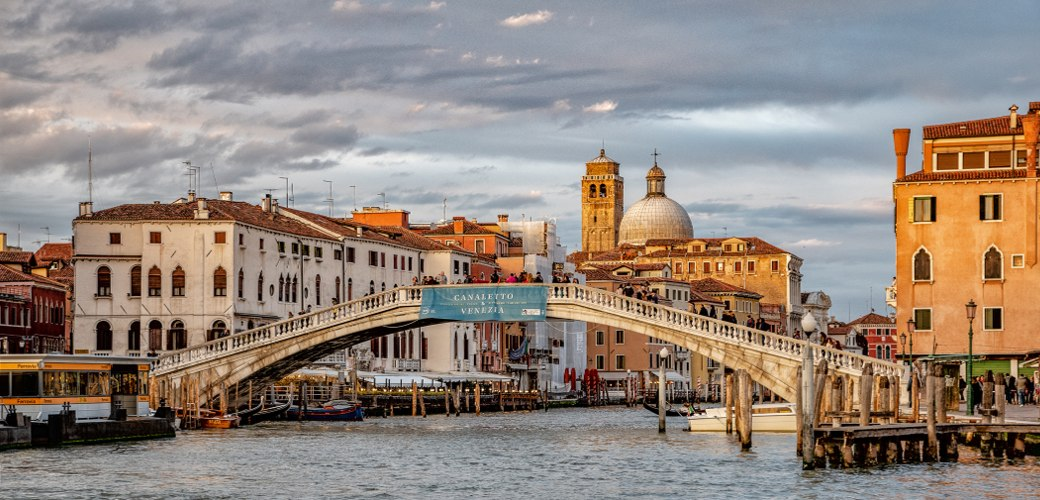
Ponte degli Scalzi
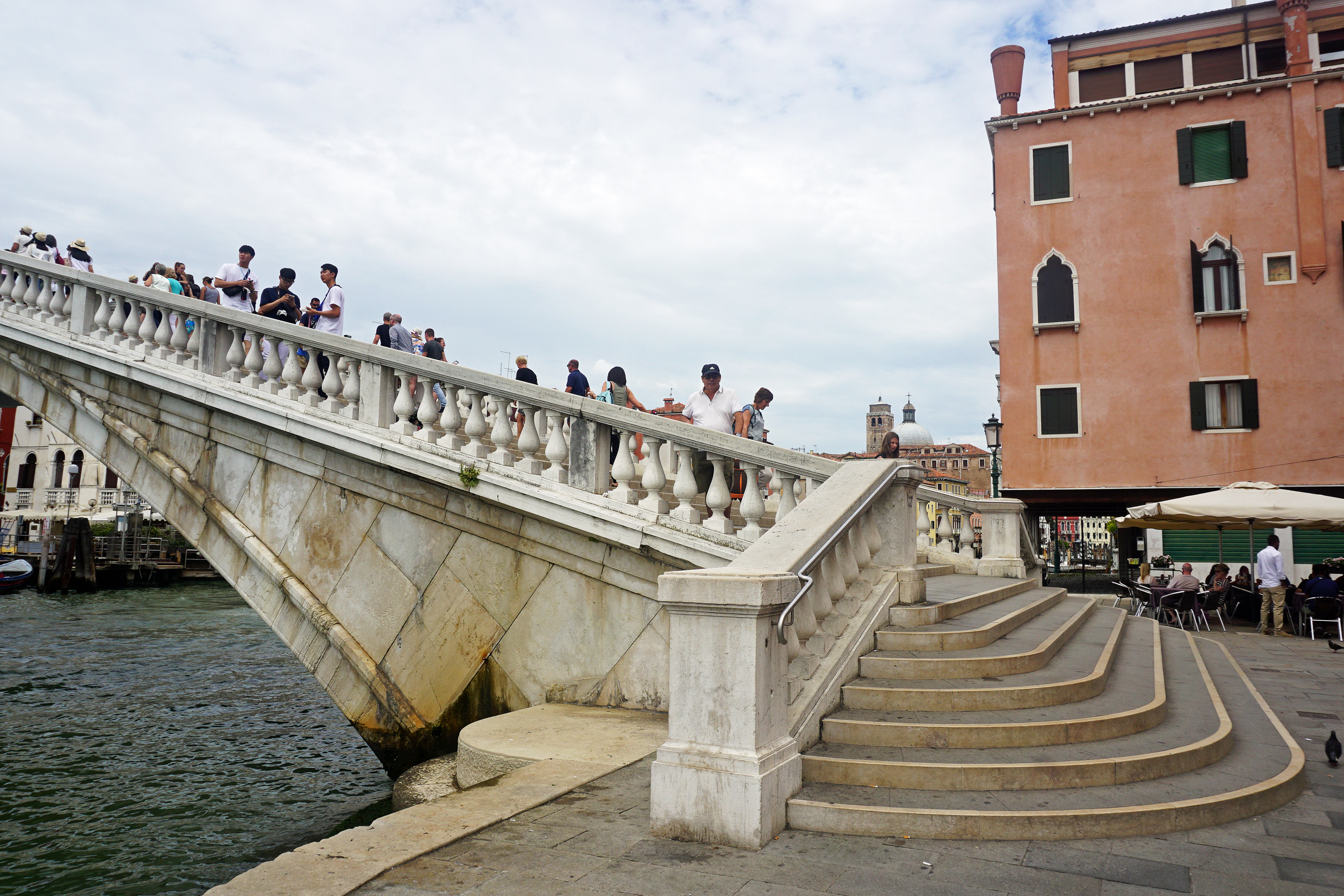
Particolare del ponte
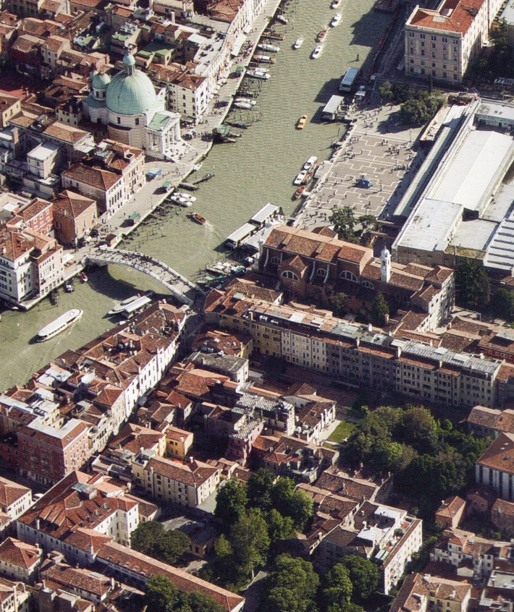
Ponte degli Scalzi, foto aerea